# Stay (canção de David Bowie)
"Stay" é uma canção de David Bowie para seu álbum Station to Station de 1976. Assim como a maioria das faixas do disco, esta é mais uma peça guiada por um riff de funk, "gravada durante nosso frenesi de cocaína", segundo conta o guitarrista Carlos Alomar. Sua letra tem sido interpretada como uma reflexão acerca da "incerteza da conquista sexual", e como um belo exemplo do "romantismo espúrio do Thin White Duke." A canção foi realizada como single em julho do mesmo ano, com "Word on a Wing" no Lado B.
Faixas de Station to Station:
1. "Station to Station"
2. "Golden Years"
3. "Word on a Wing"
4. "TVC 15"
5. "Stay"
6. "Wild Is the Wind"